# Postgeschichte und Briefmarken Hamburgs

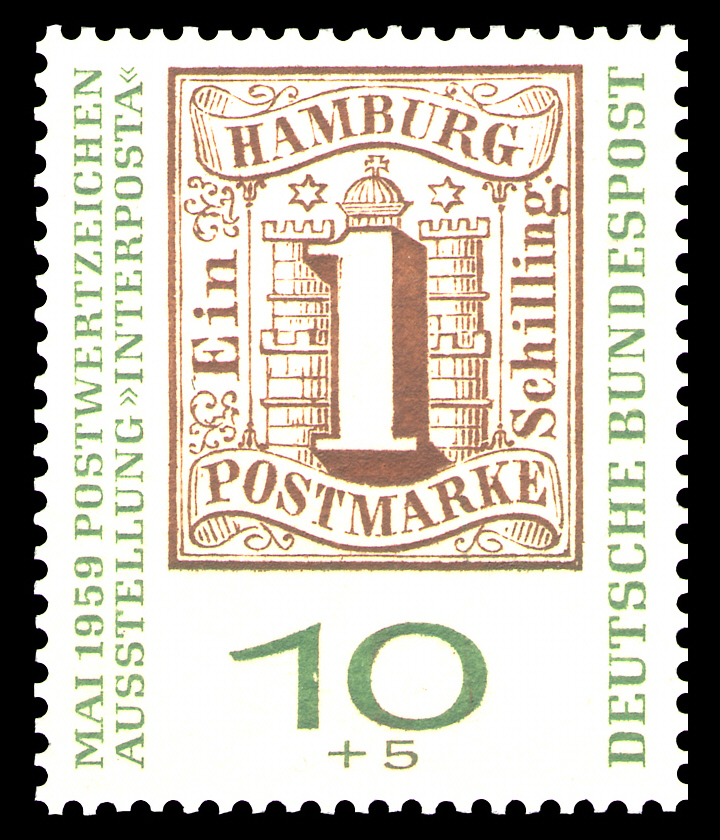
Hamburger Briefmarke als Motiv einer Briefmarke des Jahrgangs 1959 der Deutschen Bundespost

Dieser Artikel hat die Postgeschichte und Briefmarken von Hamburg vom mittelalterlichen Botenwesen bis zum Übergang der Hamburger Postverwaltung in den Norddeutschen Postbezirk im Jahr 1868 zum Inhalt.

## Historische Entwicklung
Nach Gründung der deutschen Hanse im hohen Mittelalter bildeten sich so genannte geregelte Botenzüge, die Mitteilungen von Hamburg über Lübeck, Rostock, Stettin, Danzig und Königsberg nach Riga sowie über Bremen nach Amsterdam und über Celle und Braunschweig nach Nürnberg transportierten.
Im Jahre 1649 wird in Hamburg ein dänisches Postamt eröffnet. Im 17. Jahrhundert ließ sich die taxissiche Post in Hamburg nieder, es entstand die kaiserlich privilegierte Post- und Güterkutsche zwischen Hamburg und Nürnberg.
Napoleon annektierte die drei Hansestädte und das nordwestliche Deutschland im Jahr 1810 im Rahmen der Kontinentalsperre gegen Großbritannien.
Nach dem Ende der französischen Besatzung etablierten sich wieder verschiedene Posten in der Stadt Hamburg, welche dann ein souveräner Staat wurde. Zum 1. Januar 1822 wurden die bis dahin privaten Postgerechtsame verstaatlicht und die Hamburger Staatspost als Hamburger Stadt-Postamt gegründet. Die Hansestadt besaß eigene Postanstalten in Hamburg und Ritzebüttel. Im Hamburger Stadt-Postamt (Mengstraße Nr. 43) war die schwedisch-norwegische (ab 1858 schwedische), die taxissche (Mengstraße Nr. 48) und die hannoversche Post untergebracht. Das preußische Ober-Postamt, die mecklenburgische und die dänische Post arbeiteten in eigenen Gebäuden. Bis 1835 gab es auch noch ein braunschweigisches und vom April 1848 bis 18. Februar 1852 ein schleswig-holsteinisches (bzw. ab 26. April 1851 holsteinisches) Postamt.
In einem Verzeichnis war ersichtlich, wo Sendungen jeweils abzugeben war. Die Post nach England und nach Übersee besorgte die Stadtpost. Für Frankreich, Spanien, Portugal, Italien, Belgien und die Schweiz war die taxissche Post zuständig. Nach Russland und Polen sowie in die Türkei über Österreich besorgte Preußen die Post. Skandinavien versorgten die dänische bzw. schwedisch-norwegische Post.
Bereits ab 1796 wurde die Post ins damals dänische Helgoland durch einen Hamburger Postagenten besorgt. Auf Helgoland bestand eine Hamburger Postagentur.
Hamburg trat am 1. Januar 1852 dem Deutsch-Österreichischen Postverein bei. 
Seit 1866 gehörte Hamburg zum Norddeutschen Bund, der zum 1. Januar 1868 den Postdienst im Norddeutschen Postbezirk übernahm.

## Briefmarken

### Briefmarken der Hamburger Stadtpost

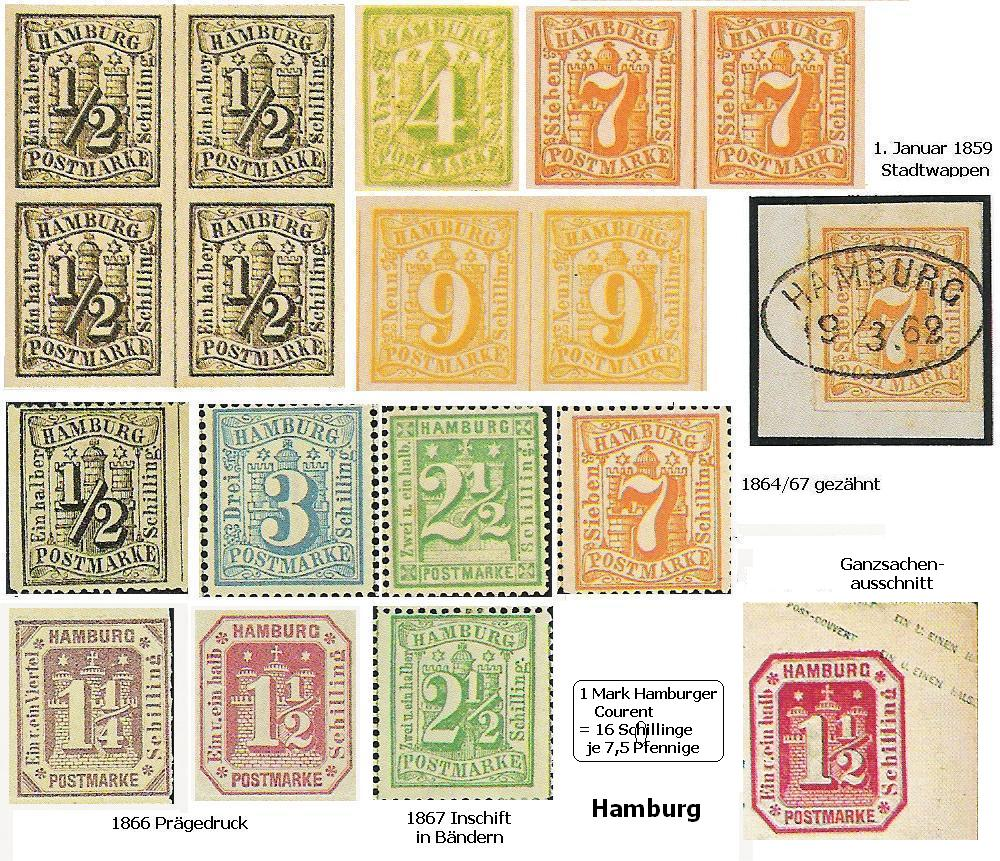
Hamburger Stadtpostmarken

Die ersten Marken des Hamburger Stadtpostamtes wurden am 1. Januar 1859 eingeführt. Sie waren rechteckig und trugen in der Mitte das Wappen der Stadt, überlagert vom Wert der Marke als Zahl. Darunter befindet sich das Wort „Postmarke“, darüber „Hamburg“. Wert und Währung (Schilling) sind an den Außenseiten als Text eingedruckt. Es erschienen Werte zu ½, 1, 2, 3, 4, 7 und 9 Schilling. Im Jahr 1864 wurden Ergänzungswerte in geänderter Rahmenzeichnung zu 1,25 und 2,5 Schilling verausgabt. Diese frühen Ausgaben waren zwar schon gummiert, aber noch nicht gezähnt. Erst die folgenden neun Werte, die 1864 und 1867 wieder in der Zeichnung der ersten Ausgaben erschienen, wiesen erstmals eine Zähnung auf. 1866 erschienen nochmals zwei Werte mit abermals geänderter, nun achteckiger Rahmenzeichnung und am 5. Mai 1867 nochmals eine der Gestaltung der Erstausgaben folgende Marke. Die Hamburger Briefmarken verloren zum Jahresende 1867 ihre Gültigkeit, ab dem 1. Januar 1868 galten nur noch die Marken des Norddeutschen Postbezirks.

### Briefmarken des Instituts der Hamburger Boten
Das Institut der Hamburger Boten gab eine Marke zu ½ Schilling heraus. Das Privatunternehmen stellte nur Briefe und Zeitungen in der Stadt Hamburg zu und verlangte dafür den halben Schilling. Die Marken waren schwarz auf farbigem Papier gedruckt.